# エラクレーア
エラクレーア（伊: Eraclea）は、イタリア共和国ヴェネト州ヴェネツィア県にある、人口約12,000人の基礎自治体（コムーネ）。

## 地理

### 位置・広がり

#### 隣接コムーネ
隣接するコムーネは以下の通り。
- カオルレ
- イェーゾロ
- サン・ドナ・ディ・ピアーヴェ
- サント・スティーノ・ディ・リヴェンツァ
- トッレ・ディ・モスト

### 気候分類・地震分類
気候分類では、zona E, 2348 GGに分類される。
また、イタリアの地震リスク階級 (it) では、zona 3 (sismicità bassa) に分類される。

## 行政

### 分離集落
エラクレーアには、以下の分離集落（フラツィオーネ）がある。
- Brian, Ca' Turcata, Eraclea Mare, Ponte Crepaldo, Stretti, Torre di Fine, Valcasoni